# Perruche à tête pourpre
Purpureicephalus spurius
Genre
Espèce
Statut de conservation UICN

 LC  : Préoccupation mineure
Statut CITES
La Perruche à tête pourpre (Purpureicephalus spurius) est une espèce d'oiseau appartenant à la famille des Psittacidae.

## Description
Cette espèce se caractérise par une maxille extrêmement longue.
La Perruche à tête pourpre est un oiseau multicolore d'environ 36 cm de long. Elle présente un plumage vert, un capuchon rouge, des joues, des zones périauriculaires et un croupion jaunâtres, un ventre rouge verdâtre, des sous-caudales bleu ciel. Le bec et les pattes sont gris et les iris bruns.
Le dimorphisme sexuel est noté au niveau de la poitrine : bleue chez le mâle et grise chez la femelle.
Les immatures présentent des parties supérieures verdâtres et inférieures brunes.